# Alfred Teller
Alfred Teller (* 6. Mai 1881 in Prag; † 25. Oktober 1951) war ein österreichischer Architekt.

## Leben
Alfred Teller war Jude. Er besuchte 1898–1899 die Deutsche Technische Hochschule in Prag, und, nach seiner Übersiedlung, von 1899 bis 1904 die Technische Hochschule in Wien, wo er bei Karl König, Karl Mayreder und Christian Ulrich studierte. Beide Staatsprüfungen legte er mit Auszeichnung ab. Während seiner Studienzeit gehörte er dem Freundeskreis um Oskar Strnad und Arnold Karplus an. Nach einer Studienreise nach Rom 1903 legte er als einer der ersten Studenten der Technischen Hochschule bei Karl König seine Dissertation ab und erwarb den Doktorgrad.
Teller praktizierte zunächst in verschiedenen Architekturbüros und arbeitete 1904–1905 bei Arnold Hatschek sowie 1905–1908 bei Ernst Gotthilf. Um 1906 kam er jedoch in Kontakt mit Emmerich Spielmann, mit dem er ab 1908 ein gemeinsames Büro eröffnete und in der Folge bis in die 1930er Jahre zusammenarbeitete. Die beiden waren vor allem in den Jahren vor dem Ersten Weltkrieg erfolgreich. Nachdem sich der ältere Spielmann 1932 zurückgezogen hatte, arbeitete Teller alleine weiter. Als Jude emigrierte er am 15. Oktober 1938 nach New York. Danach gibt es keine Informationen mehr über ihn.

## Werk
Emmerich Spielmann und Alfred Teller waren in der Nachfolge von Karl König tätig. Während die äußere Gestaltung ihrer Bauten meist eher konservativ war, entsprachen sie technisch immer dem neuesten Stand. Nach Anfängen mit secessionistischem Formenvokabular wandten sie sich bald neobarocken und klassizistischen Formen zu. Ihre Gestaltung war aber an den Fassaden im Dekor sehr reduziert; gerne wurden keramische Fliesen als Gestaltungselemente eingesetzt. Erst das Spätwerk von Teller weist moderne funktionalistische Formen auf.
mit Emmerich Spielmann

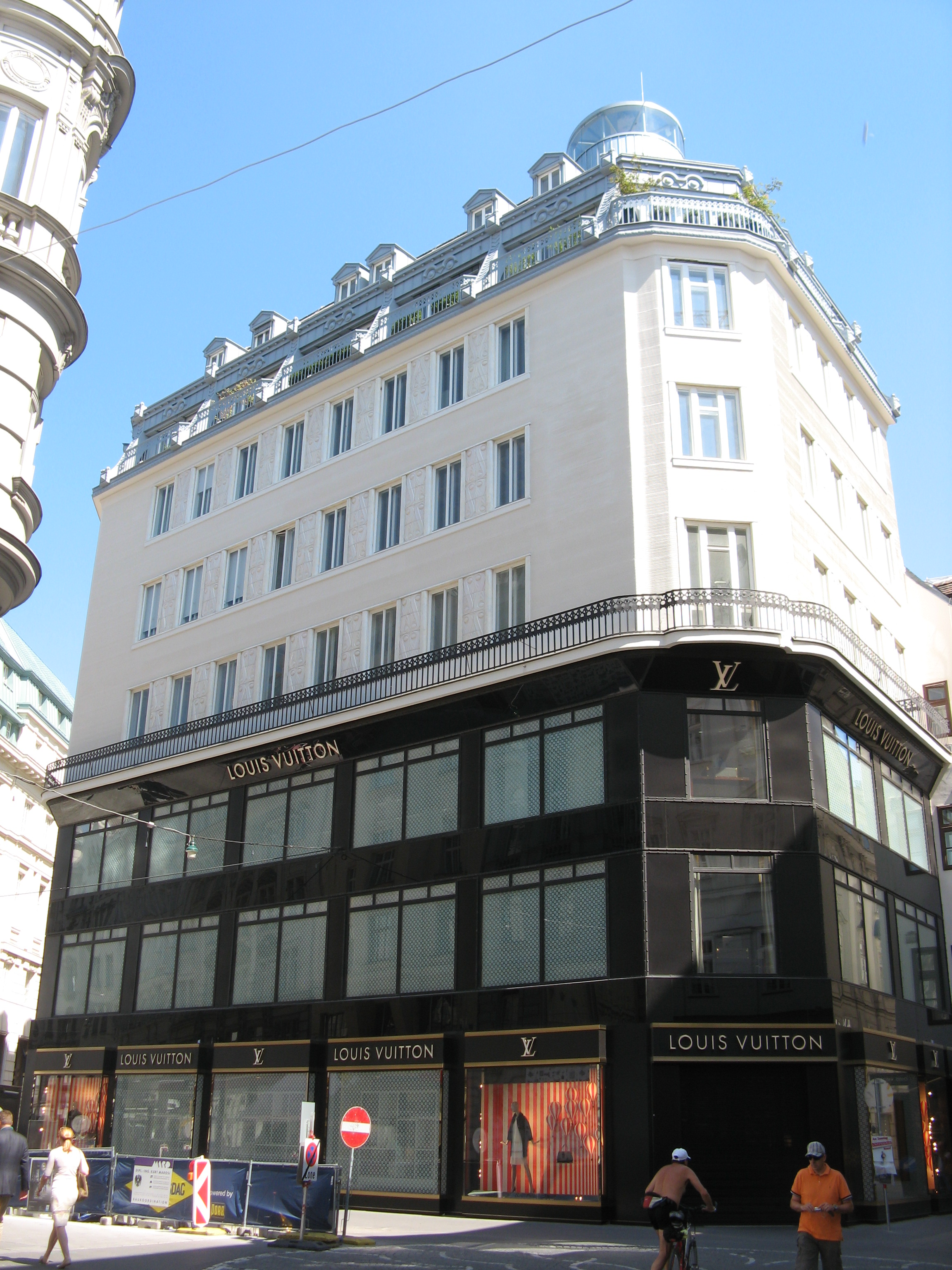
Bognergasse 2 (1910)

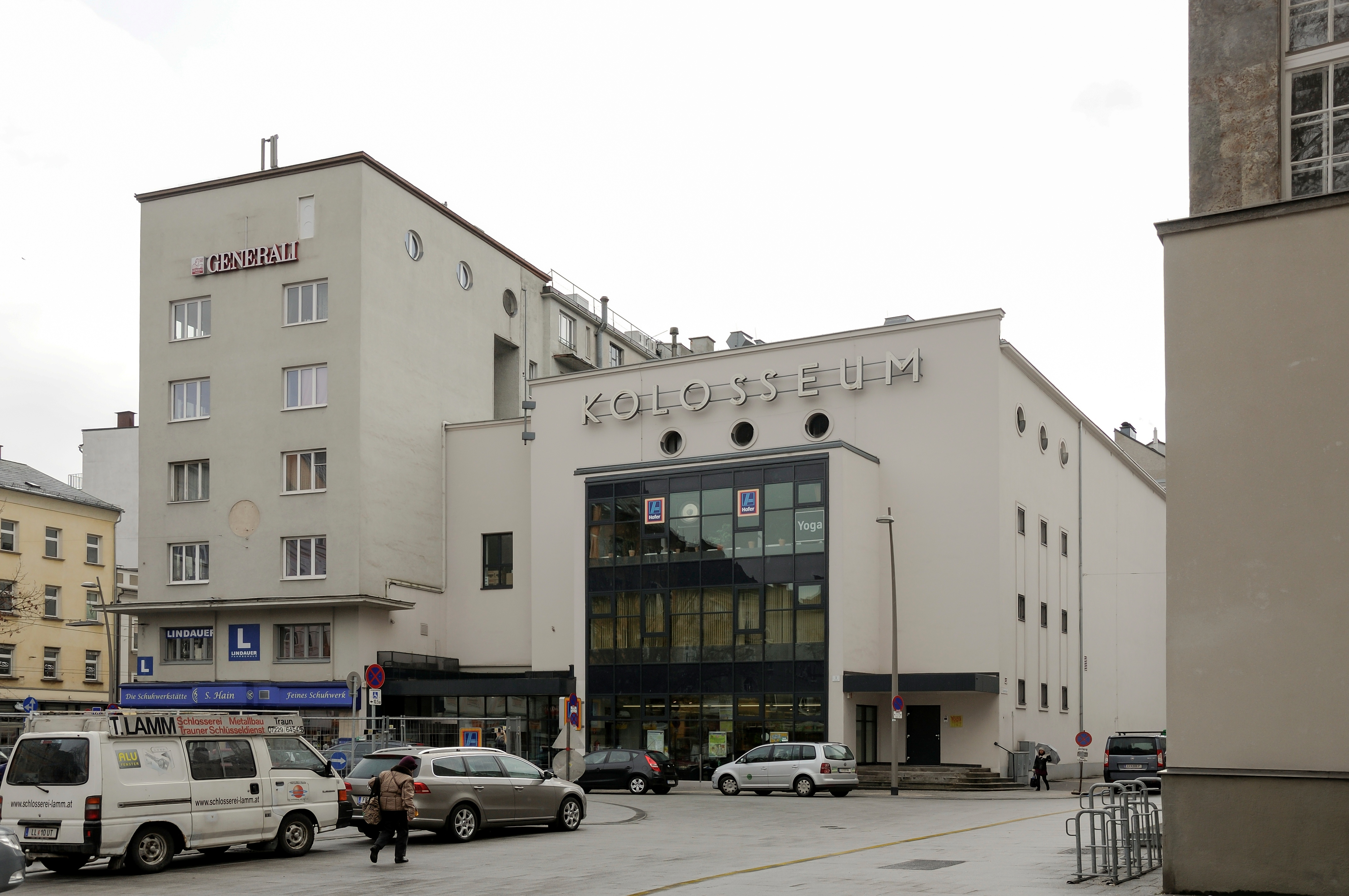
Landstraße 76, Linz (1936/37)

- Wohn- und Geschäftshaus, Neubaugasse 4, Wien 7 (1907)
- Villa, Auhofstraße 68, Wien 13 (1907) (etwas verändert)
- Wohn- und Geschäftshaus, Bognergasse 2, Wien 1 (1910)
- Miethäuser, Salesianergasse 29–33, Wien 3 (1910)
- Fabrikanlage „Caldara“, Laxenburger Straße 123–125, Wien 10 (1910)
- Wohn- und Geschäftshäuser „Tuchlauben-Hof“ (auch „Seitzer-Hof“), Tuchlauben 7–7a, Wien 1 (1912)
- Villa, Pötzleinsdorfer Straße 56, Wien 18 (1912)
- Miethaus, Richardgasse 11 (heute Jaurèsgasse), Wien 3 (1913)
- Umbau Villa, Sternwartestraße 56, Wien 18 (1913–1914) (ursprünglich Viktor Siedek)
- Villa Perutz, Hans Wallnerstraße 23, Reichenau an der Rax (1914)
- Adaptierung Miethaus, Taborstraße 17, Wien 2 (1917)
- Villa Pick, Hartäckerstraße 18, Wien 19 (1924)
- Erweiterungen und Umbauten der Fabriksanlage Hauser Sobotka, Smolagasse 1–5, Wien 22 (1924–1927) (1932 weitere Erweiterung)
- Wohnhausanlage der Gemeinde Wien, Wattgasse 96–98, Wien 17 (1929–1930)

alleine
- Wohn- und Geschäftshaus „Riunione Adriatica“, Landstraße 76, Linz (1936–1937)